# Pietracuta
Pietracuta is een plaats (frazione) in de Italiaanse gemeente San Leo.